# مارتي والش (لاعب هوكي جليد)
مارتي والش هو لاعب هوكي جليد كندي، ولد في 16 أكتوبر 1883 في كينغستون في كندا، وتوفي في 27 مارس 1915 في جرافنهورست في كندا.

## وصلات خارجية
- مارتي والش على موقع EliteProspects.com (الإنجليزية)
- مارتي والش على موقع Hockey-Reference.com (الإنجليزية)